# ケルビネーター
ケルビネーター(Kelvinator)は米国の家電機器・メーカー。1986年からスウェーデンのエレクトロラックス傘下にある。

## 創業

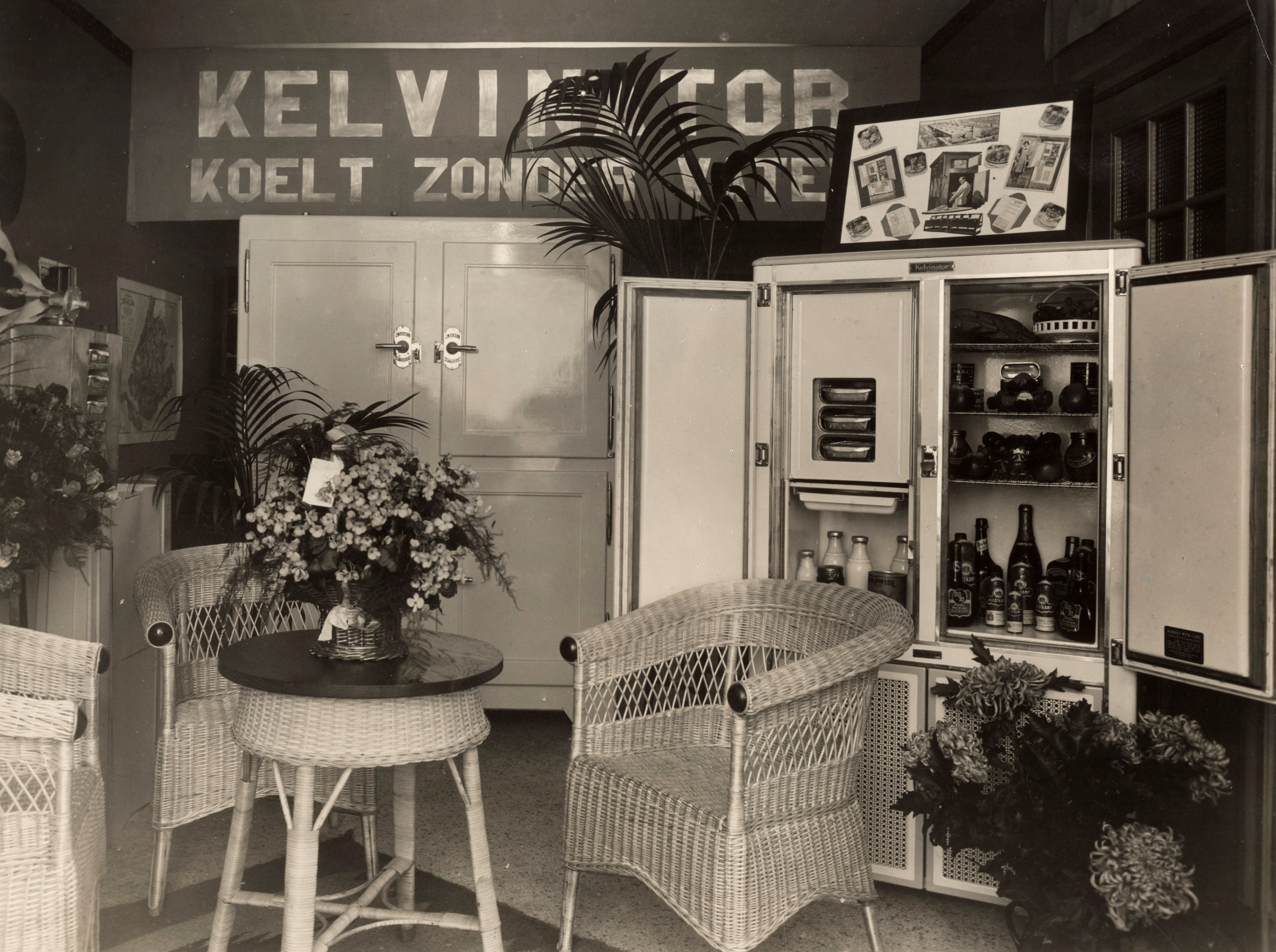
ケルビネーターのショールーム

1914年にデトロイトで創業した。ケルビネーターとは、絶対零度の概念を提唱しケルビン温度にもなっているウィリアム・トムソン（ケルビン男爵）にちなんだ名称。この名称はアイスボックス、家庭用冷蔵庫のメーカーには最適と考えられた。

## 拡充
1926年に「レオナルド」を買収した。レオナルドは1881年創業であった。1928年、ジョージ・W・メイソンがトップとなり、メイソンのリーダーシップの元で価格を下げ、1936年にはシェアをあげた。

## 自動車産業との合併

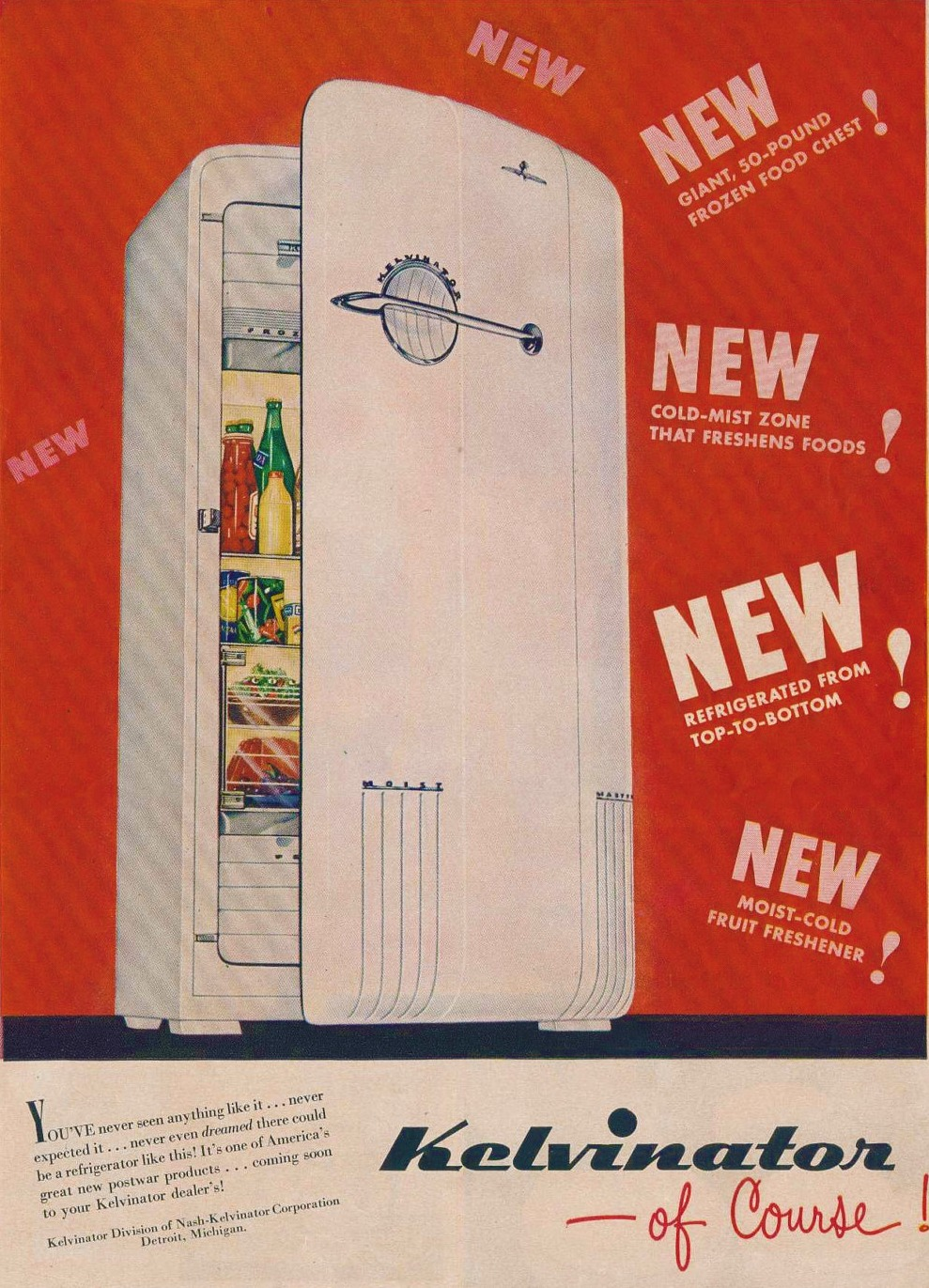
ケルビネーター冷蔵庫の広告（1948年）

1937年1月4日、メイソンを後継者として見込んだチャールズ・W・ナッシュにより、ケルビネーターは自動車会社のナッシュ・モーターズと合併しナッシュ＝ケルビネーター・コーポレーションとなりメイソンが会社を率いた。1952年に 「ABC」というブランド名の家庭用洗濯機を製造販売していたAltorfer Bros. Companyを買収した。
ナッシュ＝ケルビネーターは1954年に自動車会社ハドソン・モーター・カー・カンパニーと合併しアメリカン・モーターズ・コーポレーションとなった。ケルビネーターは1950年代に世界初の霜なし両開きドア(サイドバイサイド)冷蔵庫を発表した。1960年代には「ピクチャーフレーム・ドア」とよんだキッチンの模様にあわせたデコレーションが可能なドアの冷蔵庫を販売した。

## 白物家電合併
1968年に、ケルビネーター部門はホワイト・コンソリデーテッド・インダストリーズ(WCI)に買収された。ホワイト・コンソリデーテッド社は1975年にウェスティングハウス家電部門を買収後、社名をホワイト＝ウエスチングハウスとし、以降もフリッジデール(1979年)、ギブソン・アプライアンス(1967年)、タッパン(1979年)を買収した。
1986年にWCIはスウェーデンのエレクトロラックスに買収された。エレクトロラックス傘下でWCIは1990年初頭には社名をフリッジデールとした。米国ではフリッジデール・ブランドが中心となっているが、たとえばオーストラリアではエレクトロラックス＝ケルビネーター(Electrolux - Kelvinator)として活動するなど、世界各地域での適所適材のブランド展開がおこなわれている。